# تصمیم
«تصمیم» تک‌آهنگی از ابی خواننده اهل ایران است که در ۲۰۰۹ منتشر شد. این تک‌آهنگ در آلبوم حس تنهایی قرار داشت.

## متن ترانه
در این آهنگ خود «ابی» منتقد سیستم انتخابات جمهوری اسلامی ایران است:
| « | از این تصمیم می‌ترسم، در افکارم غم نان است دلم در کاغذی مرموز، در این صندوق پنهان است از این تصمیم می‌ترسم که مار از آستین روید و دست معرکه گیری، کلید جعبه را جوید از آزادی اگر گفتند، بدان دریا سرابی هست بگو بین بد و بدتر، چه حق انتخابی هست… به انسان رای خواهی داد، به عنوان، عکس یا تبلیغ به اسم بهتر از هیچ دموکراسی در تعلیق کسی که فکر کرده‌است بد، نمادی خوب پیدا کرد به جای دیدن یک فیلم، میان پرده تماشا کرد از آزادی اگر گفتند، بدان دریا سرابی هست بگو بین بد و بدتر، چه حق انتخابی هست… خبرهای خوش فردا به دست کولیان افتاد بهای فال خوشبختی برای ما گران افتاد اگر روباه جای شیر، نصیبش تاج زرین شد بدان که سرنوشت ما، همه از پیش تعیین شد از آزادی اگر گفتند، بدان دریا سرابی هست بگو بین بد و بدتر، چه حق انتخابی هست… | » |